# District de Bokomu
Le district de Bokomu est une subdivision du comté de Gbarpolu au Liberia. 
Les autres districts du comté de Gbarpolu sont :
- Le district de Belleh
- Le district de Bopolu
- Le district de Kongba
- Le district de Gbarma